# Pilot (TV-program)
Pilot var en serie om fyra ungdomsprogram som gick i SVT våren 2001 där Martin Nilsson från Borås [källa behövs] medverkade. Programmet visade hur en grupp ungdomar löste uppgifter vilket bland annat innebar att en mode- och en sportgala anordnades.